# Eero Tommila

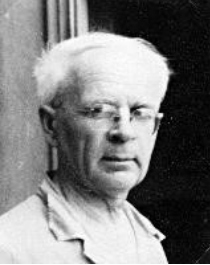
Eero Tommila år 1963.

Eero Akseli Tommila, född 5 mars 1900 i Sastmola, död 25 oktober 1968 i London, var en finländsk kemist.
Tommila blev filosofie doktor 1936. Han var 1944–1967 professor i  fysikalisk kemi vid Helsingfors universitet och prefekt för kemiska institutionen 1958–1967. Efter doktorsexamen och efter andra världskriget arbetade han hos Cyril Hinshelwood i Oxford.
Tommilas forskning behandlade organiska föreningars elektrokemiska reaktioner, reaktionskinetik och termodynamik, samt effekter av olika organiska lösningsmedel på reaktionerna. Han hade flera förtroendeuppdrag i hemlandet och var medlem av Statens naturvetenskapliga kommission 1956–1965, och medlem i det vetenskapliga centralrådet 1956–1961. 